# Za ľudí
Za ľudí (registrováno jako ZA ĽUDÍ; česky Za lidi) je slovenská politická strana. Jejím zakladatelem je bývalý slovenský prezident Andrej Kiska. Strana byla představena na tiskového konferenci 17. června 2019 ve městě Banská Bystrica, o založení vlastního uskupení ale Kiska mluvil již v minulosti. Ve straně Za ľudí se angažovali například primátor města Nitra Marek Hattas nebo Juraj Šeliga, bývalý mluvčí iniciativy Za slušné Slovensko, která organizovala protesty v roce 2018 proti vládní straně SMER-SD Roberta Fica po vraždě novináře Jána Kuciaka a jeho partnerky. Kiska na tiskové konferenci oznámil, že jeho strana nebude ani konzervativní, ani liberální a bude středová. Strana také představila své programové priority, kterými jsou zdravotnictví, spravedlnost, školství nebo životní prostředí. Na sněmu 28. září 2019 byl předsedou zvolen Andrej Kiska.

## Historie

### Parlamentní volby na Slovensku 2020
Strana se zúčastnila voleb do Národní rady, ve kterých obdržela 5,77 % hlasů, a získala tak 12 mandátů. Volebním lídrem byl Andrej Kiska, který ale kvůli zdravotním důvodům složil poslanecký mandát. Po  volbách se strana stala koaliční stranou ve vládě Igora Matoviče a obsadila pozici ministryně investic, regionálního rozvoje a informatizace a ministryně spravedlnosti.

#### Po volbách
V roce 2021 vyšlo najevo, že strana má neuhrazené závazky ve výši 22 milionů Kč, přičemž sama disponuje majetkem ve výši pouhých 15 milionů Kč. Straně se přitom nepodařilo závazky splatit do května 2023, jak si původně vytyčila. Průzkumy veřejného mínění straně v květnu 2023 přisuzovaly přibližně 2 % hlasů a objevily se spekulace, že samotná předsedkyně Veronika Remišová bude kandidovat za hnutí OĽaNO.

### Parlamentní volby na Slovensku 2023
V parlamentních volbách v roce 2023 strana v koalici s OĽaNO a KÚ získala 8,89 % hlasů. Strana získala pouze jednu poslankyni, svou předsedkyni Veroniku Remišovou.

### Prezidentské volby na Slovensku 2024
V prvním kole prezidentských voleb v roce 2024 byl kandidátem strany historik Patrik Dubovský. Ve druhém kole podporovala diplomata a bývalého ministra zahraničních věcí Ivana Korčoka.

## Volební výsledky

### Parlamentní volby
| Volby | Počet hlasů | Hlasy v % | Změna  | Mandátů | Změna | Postavení                        | Poznámky                                                                     |
| ----- | ----------- | --------- | ------ | ------- | ----- | -------------------------------- | ---------------------------------------------------------------------------- |
| 2020  | 166 325     | 5,77      | –      | 12      | –     | Koalice (OĽaNO, Sme rodina, SaS) |                                                                              |
| 2023  | 264 137     | 8,89      | ▲ 3,12 | 1       | ▼ 11  | Opozice                          | V koalici se stranami OBYČAJNÍ ĽUDIA a nezávislé osobnosti a Kresťanská únia |

### Prezidentské volby 2024
| Volby | Kandidát        | Hlasování | Počet hlasů | Počet % | Poznámky               |
| ----- | --------------- | --------- | ----------- | ------- | ---------------------- |
| 2024  | Patrik Dubovský | 1. kolo   | 16 107      | 0,71    | Nepostoupil do 2. kola |